# ラギューヌ地方
ラギューヌ地方（Lagunes）は、コートジボワールの地方。地方名はフランス語で潟湖を意味し、その名の通り海岸近くに広がるエブリエ潟周辺が行政区域である。首府はダブー。

## 設立
2011年の行政区画の再編成によりラギューヌ州部分がラギューヌ地方となった。

## 隣接行政区画
- ラック地方
- コモエ地方
- アビジャン自治区
- 低サッサンドラ地方
- ゴー＝ジブア地方

## 行政区画
- アニェビ＝ティアサ州
- グランド・ポーンツ州
- ラミー州